# Eastgate (Nevada)
Eastgate es un área no incorporada localizado en el condado de Churchill, Nevada, Estados Unidos; está localizado al lado de la autopista Lincoln.
La elevación de la comunidad es de 1.533 metros; otros nombres no oficiales que tiene este CDP son "East Gate", "Eastgate Station" y "Gibralter Gate".